# 常陸大宮市
常陸大宮市（日语：／ Hitachiōmiya shi */?）是茨城縣西北部的一市。2004年10月16日設立，由那珂郡大宮町將那珂郡山方町、美和村、緒川村、東茨城郡御前山村4町村編入合併誕生。

## 出身名人
- 白石美帆（演員）
- 矢數道明（醫學家）
- 雪村周繼（日本室町時代後期的水墨畫家）
- 渡邊直道( 日本東京TBS電視台《自給自足一人農業》知名主角、哈雷路亞咖啡廳負責人)